# José André
José André (* 17. Januar 1881 in Buenos Aires; † 13. Juli 1944 ebenda) war ein argentinischer Komponist und Musikkritiker.
André war Schüler von Alberto Williams und Julián Aguirre und vervollkommnete seine Ausbildung zwischen 1911 und 1914 an der Schola Cantorum in Paris. 1915 gründete er die Sociedad Nacional de Música, später die Asociación Argentina de Compositores. Er komponierte überwiegend kammermusikalische Werke und Lieder, außerdem auch einige Orchesterwerke und die Kantate Santa Rosa de Lima.